# Molestowanie seksualne
Molestowanie seksualne, rzadziej napastowanie seksualne – nieakceptowane zachowanie o charakterze seksualnym, którego skutkiem jest naruszenie godności lub poniżenie osoby nim dotkniętej. Molestowaniem seksualnym mogą być zachowania fizyczne, werbalne lub pozawerbalne, które według jednego ujęcia nie mają cech zgwałcenia, gdyż molestowanie seksualne nie wiąże się z obcowaniem płciowym. Amerykańskie Towarzystwo Psychologiczne wyróżnia jednak dwie formy napastowania seksualnego: inwazyjne (np. pieszczoty, usiłowanie zgwałcenia, zgwałcenie) oraz nieinwazyjne (np. obsceniczne rozmowy telefoniczne, podglądanie, ekshibicja). Również polska nauka prawa wiąże niektóre postacie molestowania seksualnego z odpowiedzialnością karną za zgwałcenie, wskazując, że zgwałcenie to ekstremalny przejaw molestowania.

## Informacje ogólne
Molestowania seksualnego mogą doświadczać osoby obu płci, większość badań wskazuje jednak, że najczęściej sprawcami są mężczyźni, a ofiarami kobiety. Ofiarami molestowania seksualnego padają dorośli i dzieci, przy czym sprawcami molestowania dzieci są zarówno mężczyźni jak i kobiety. 
Molestowanie seksualne można uznać za jeden z elementów mobbingu. Zgodnie z typologią twórcy współczesnego pojęcia mobbingu H. Leymanna molestowanie seksualne jest jedną z 45 cech (kryteriów) odnoszących się do zjawiska mobbingu. Wspólne dla obu rodzajów nękania są zarówno osiąganie przez prześladowców określonego rezultatu, jak i czynnik braku zgody ofiar na poszczególne działania sprawców. W miejscu pracy molestowanie seksualne może wchodzić w skład praktyk mobbingowych, ale zwykle jest osobną formą przemocy. L.F. Fitzgerald definiuje je jako „każde rozmyślne lub powtarzające się zachowanie seksualne, niepożądane dla osoby, wobec której się je podejmuje, oraz inne zachowania związane z płcią, które są wrogie, obraźliwe lub poniżające”. Fitzgerald ze współpracownikami wyłonili trzy typy nękania seksualnego: nękanie płciowe (chamskie zachowania werbalne, fizyczne i symboliczne, które przekazują poniżające i wrogie postawy wobec kobiet); niepożądaną uwagę seksualną (nasycone seksualnie komentarze i zaloty) oraz przymus seksualny (dyskretne lub jawne zbiegi uzależniające nagrody w pracy od przychylności seksualnej).
Badania wskazują, iż kobiety rozumieją molestowanie seksualne szerzej od mężczyzn, dla których niektóre zachowania nie są ukierunkowane na poniżenie czy też dyskryminację innej osoby. Poza tym kobiety są mniej tolerancyjne wobec niepożądanych zachowań w miejscu pracy niż mężczyźni, dlatego też podchodzą do problemu bardziej poważnie. Wpływ na rozumienie zakresu pojęcia molestowania seksualnego ma nie tylko płeć, ale też wiek, rodzaj wykonywanej pracy, status cywilny, wcześniejsze bycie ofiarą molestowania seksualnego, znajomość przepisów zakazujących dyskryminacji, a nawet warunki pracy. Duże znaczenie w odbierze danego zachowania jako molestowania seksualnego mają różnice kulturowe i cywilizacyjne występujące pomiędzy ludźmi żyjącymi w różnych krajach. Wszystko to sprawia, że stworzenie uniwersalnej i wyczerpującej definicji molestowania seksualnego jest utrudnione. Mimo to w większości współczesnych kultur prawnych można spotkać się ze wskazaniem najważniejszych cech zachowania, które można uznać za molestowanie seksualne.
W świetle prawa molestowanie seksualne to postać przemocy seksualnej, a więc przemocy na tle płciowym, którą uznaje się za formę dyskryminacji oraz pogwałcenia podstawowych wolności ofiary tej przemocy. Do molestowania seksualnego często dochodzi w relacjach zależności służbowej, pedagogicznej, ekonomicznej, zależności wnikających ze stosunków rodzinnych oraz tych wszystkich stosunków, które przewidują pewien element władztwa, z jednej strony, i podporządkowania lub zależności z drugiej. Może to być np. stosunek między nauczycielem i uczniem, opiekunem i podopiecznym, lekarzem i pacjentem lub urzędnikiem i petentem, a nawet między turystą i przewodnikiem w trakcie wspinaczki górskiej. Dlatego już od czasów rzymskich niektóre porządki prawne wyodrębniały i penalizowały przypadki określane współcześnie molestowaniem seksualnym, jeżeli dochodziło do nich właśnie w takich relacjach zależności. We Francji i Hiszpanii osobnym typem przestępstwa jest molestowanie seksualne w stosunkach pracy.
W polskim kodeksie karnym seksualne wykorzystanie stosunku zależności lub krytycznego położenia penalizuje art. 199. Wskazuje się, że z praktycznego punktu przepis ten dotyczy na ogół tych zachowań, które zwykło się określać jako molestowanie seksualne. J. Warylewski podkreśla jednak, że molestowanie seksualne w miejscu pracy rozumiane jest znacznie szerzej, niż wskazywałyby na to powyższy przepis, gdyż jest nim każde niechciane przez ofiarę zachowanie o charakterze seksualnym, które jest odbierane przez nią jako determinujące warunki zatrudnienia lub kreujące nieprzyjazne środowisko pracy.

## Historia pojęcia
Pojęcie molestowania seksualnego (ang. sexual harassment) we współczesnym sensie zostało ukute w USA w latach 70. XX wieku. W sądach w USA złożono wówczas 5 spraw, w których kobiety skarżyły swoich pracodawców za zwolnienie z pracy z powodu odrzucenia zalotów zwierzchników. Kobiety argumentowały, że ich zwolnienia były dyskryminacją ze względu na płeć, co było zakazane na mocy prawa pracy. Prawnicy pracodawców przekonywali, że zachowanie szefów nie jest dyskryminacją, a wynika jedynie z ich prywatnych upodobań. Prawnicy kobiet dowodzili, że molestowanie wynika ze sprowadzania kobiet do roli obiektów seksualnych i prowadzi do tego, że decyzje o ich zatrudnieniu są podejmowane na podstawie powodów nie związanych z ich dokonaniami w pracy. W 1976 roku w sprawie Williams v. Saxbe sąd w USA uznał, że molestowanie seksualne stanowi dyskryminację ze względu na płeć w miejscu pracy. Wyrok ten wywołał kontrowersje, większość mediów odnosiła się do niego krytycznie, dziennikarze wyśmiewali go i uznawali molestowanie seksualne za temat błahy. W 1979 roku ukazała się książka Catharine MacKinnon „Molestowanie seksualne kobiet pracujących” (ang. "Sexual Harassment of Working Women"), która przedstawiała dogłębne teoretyczne, filozoficzne i prawne argumenty dowodzące, że molestowanie seksualne jest formą dyskryminacji w miejscu pracy. 
Wzrost świadomości znaczenia molestowania seksualnego był związany z drugą falą feminizmu. Feministki poświęcały szczególną uwagę zagadnieniu przemocy wobec kobiet. Na określenie zachowań nazywanych później jako „molestowanie seksualne” używano różnych terminów takich jak: „przymus seksualny”, „zastraszanie seksualne”, „nadużycia seksualne”. W 1975 roku działaczki organizacji Working Women United, która udzielała pomocy prawnej ofiarom molestowania w miejscu pracy zdecydowały się konsekwentnie używać terminu „molestowanie seksualne” (ang. sexual harassment).

## Rodzaje
Można wyróżnić pięć rodzajów molestowania seksualnego w miejscu pracy:
- molestowanie ze względu na tożsamość społeczno-kulturową (ang. gender harassment) – ogólne uwagi o charakterze seksistowskim, np. obraźliwe komentarze, wyśmiewanie tego, że kobiety jako grupa nie mają kwalifikacji do pewnego zawodu. Jest to kategoria szczególna, ponieważ nie zawiera elementów stricte seksualnych[19];
- zachowania uwodzicielskie[19];
- łapówka seksualna, czyli nakłanianie do zachowań seksualnych w zamian za obietnice nagrody[19];
- zmuszanie do aktów seksualnych przy pomocy groźby[19];
- narzucanie się zachowaniami o charakterze seksualnym czy napaść seksualna (np. pieszczenie, dotykanie w miejsca intymne)[19].

W polskim orzecznictwie i nauce prawa podkreśla się, że molestowanie seksualne to nie tylko niechciany kontakt fizyczny – zaloty, ocieranie się, dotykanie, poklepywanie, przemoc seksualna czy też seksualny szantaż. Do tego rodzaju molestowania zaliczyć można również opowiadanie sprośnych dowcipów, nachalną prezentację treści pornograficznych, np. w komputerze, wywieszanie zdjęć czy kalendarzy z rozebranymi osobami, podsuwanie czasopism pornograficznych itp. To również aluzje, uwagi, zaczepki, docinki lub wulgarne żarty, wypowiedzi na temat ubioru lub wyglądu, „przypadkowe” dotknięcia i nieprzyzwoite gesty. Niedopuszczalne zachowania będące przykładem molestowania to:
- kontakt fizyczny (dotykanie, głaskanie, poklepywanie);

- robienie uwag i aluzji o charakterze seksualnym;

- opowiadanie dowcipów lub komunikowanie ich na piśmie czy za pośrednictwem poczty elektronicznej;

- wysuwanie propozycji lub dopominanie się gratyfikacji seksualnych, np. pocałunków, rozebrania się, przytulania;

- nietaktowne i nieodpowiednie uwagi w stosunku do drugiej osoby (jej ubioru, uczesania, wieku);

- gesty o wydźwięku seksualnym;

- demonstrowanie treści o charakterze pornograficznym (fotografie, rysunki, teksty)[7];

- pokazywanie obrazów o podtekście seksualnym, eksponowanie przedmiotów o tematyce seksualnej, sugestywne, lubieżne spojrzenia[20].

## Prawo obowiązujące w Polsce

### Prawo karne
Napastowanie seksualne nie jest zdefiniowane w prawie karnym. Jednakże zakres czynów zaliczanych do molestowania seksualnego mogą obejmować:
- art. 216 k.k. przewidujący odpowiedzialność za zniewagę;
- art. 217 k.k. w przypadkach naruszenia nietykalności cielesnej;
- art. 197 k.k. w przypadku przestępstwa zgwałcenia;
- art. 199 k.k. przy nadużyciu stosunku zależności lub wykorzystaniu krytycznego położenia;
- art. 202 k.k. w związku z publicznym prezentowaniem treści pornograficznych w taki sposób, że może to narzucić ich odbiór osobie, która tego sobie nie życzy;
- art. 207 k.k., jeżeli molestowanie seksualne przybierze formę znęcania;
- art. 203 k.k., gdy molestowanie seksualne np. w miejscu pracy doprowadzi ofiarę, przy wykorzystaniu stosunku zależności lub jej krytycznego położenia, do uprawiania prostytucji;
- art. 218 k.k., jeżeli molestowanie seksualne przybierze postać złośliwego lub uporczywego naruszania praw pracownika wynikających ze stosunku pracy lub ubezpieczenia społecznego przez osobę wykonującą czynności w sprawach z zakresu prawa pracy i ubezpieczeń społecznych[22];
- art. 190 k.k., gdy molestowanie seksualne realizuje znamiona ustawowe przestępstwa groźby karalnej;
- art. 191 k.k., gdy wypełnia znamiona przestępstwa zmuszenia[8].

### Prawo wykroczeń
W prawie wykroczeń molestowanie seksualne nie jest zdefiniowane. Wskazuje się jednak, że nieobyczajny wybryk z art. 140 kodeksu wykroczeń może przybrać formę molestowania seksualnego w postaci podszczypywania lub poklepywania pośladków, łapania za piersi czy też napastowania za pomocą sztucznego penisa, względnie wibratora. Jeżeli molestowanie seksualne przybierze postać słowną (np. formę żartu o podłożu seksualnym czy też składania dwuznacznych propozycji) lub pozawerbalną (napisu, rysunku), zastosowanie może mieć art. 141 k.w., o ile użyte słowa (napis, rysunek) będą miały charakter nieprzyzwoity i gdy zostaną użyte (umieszczone) w miejscu publicznym.

### Prawo pracy
Polski kodeks pracy uznaje molestowanie seksualne za przejaw niezgodnej z prawem dyskryminacji. Według art. 18(3a) § 6 i § 7 molestowanie seksualne to niepożądane zachowanie o charakterze seksualnym lub odnoszące się do płci pracownika, którego celem lub skutkiem jest naruszenie godności pracownika, w szczególności stworzenie wobec niego zastraszającej, wrogiej, poniżającej, upokarzającej lub uwłaczającej atmosfery; na zachowanie to mogą się składać fizyczne, werbalne lub pozawerbalne elementy. Podporządkowanie się przez pracownika molestowaniu lub molestowaniu seksualnemu, a także podjęcie przez niego działań przeciwstawiających się molestowaniu lub molestowaniu seksualnemu nie może powodować jakichkolwiek negatywnych konsekwencji wobec pracownika.
Wskazuje się, że pracodawcy nie tylko nie wolno dyskryminować pracowników, w tym molestować ich seksualnie, ale ponadto ma on obowiązek przeciwdziałania dyskryminacji w zatrudnieniu, w tym przejawom molestowania seksualnego w miejscu pracy oraz w związku z pracą. W razie ciężkiego naruszenia tych podstawowych obowiązków pracodawcy, poszkodowanemu pracownikowi przysługuje prawo do rozwiązania umowy o pracę bez wypowiedzenia. Ponadto molestowanie seksualne może uzasadnić kontraktową odpowiedzialność odszkodowawczą pracodawcy, jak również pracownik może dochodzić zadośćuczynienia w związku z naruszeniem jego godności. Molestowanie seksualne w miejscu pracy lub w związku z pracą to zachowanie, które może również skutkować zastosowaniem sankcji prawa karnego wobec sprawcy molestowania seksualnego (pracodawcy albo osoby trzeciej), a także w stosunku do pracodawcy, który nie wykonywał lub nienależycie wykonywał obowiązki w zakresie przeciwdziałania molestowaniu seksualnemu.

### Ustawa równościowa
Zgodnie z art. 3 pkt 4 ustawy z dnia 3 grudnia 2010 r. o wdrożeniu niektórych przepisów Unii Europejskiej w zakresie równego traktowania molestowanie seksualne to każde niepożądane zachowanie o charakterze seksualnym wobec osoby fizycznej lub odnoszące się do płci, którego celem lub skutkiem jest naruszenie godności tej osoby, w szczególności przez stworzenie wobec niej zastraszającej, wrogiej, poniżającej, upokarzającej lub uwłaczającej atmosfery; na zachowanie to mogą się składać fizyczne, werbalne lub pozawerbalne elementy.

### Prawo Unii Europejskiej
Molestowanie seksualne definiuje również dyrektywa 2006/54/WE Parlamentu Europejskiego i Rady Unii Europejskiej w sprawie wprowadzenia w życie zasady równości szans oraz równego traktowania kobiet i mężczyzn w dziedzinie zatrudnienia i pracy. Wskazano w niej, że molestowanie seksualne to sytuacja, w której ma miejsce jakakolwiek forma niepożądanego zachowania werbalnego, niewerbalnego lub fizycznego o charakterze seksualnym, którego celem lub skutkiem jest naruszenie godności osoby, w szczególności przy stwarzaniu atmosfery zastraszenia, wrogości, poniżenia, upokorzenia lub obrazy. Molestowanie (sytuacja, w której ma miejsce niepożądane zachowanie związane z płcią osoby, którego celem lub skutkiem jest naruszenie godności osoby i stworzenie atmosfery zastraszenia, wrogości, poniżenia, upokorzenia lub obrazy) oraz molestowanie seksualne są sprzeczne z zasadą równego traktowania kobiet i mężczyzn i stanowią dyskryminację ze względu na płeć do celów tej dyrektywy. Te formy dyskryminacji występują nie tylko w miejscu pracy, ale również w związku z dostępem do zatrudnienia, szkolenia zawodowego i awansu zawodowego. Powinny one więc być zakazane i powinny podlegać skutecznym, proporcjonalnym i odstraszającym sankcjom. Państwa Członkowskie zachęcają, zgodnie z prawem krajowym, układami zbiorowymi lub praktyką, pracodawców oraz osoby odpowiedzialne za dostęp do szkolenia zawodowego do podejmowania skutecznych środków służących zapobieganiu wszelkim formom dyskryminacji ze względu na płeć, w szczególności molestowaniu oraz molestowaniu seksualnemu w miejscu pracy, w dostępie do zatrudnienia, szkoleniu zawodowym i awansie zawodowym (art. 26).
Ponadto molestowanie seksualne stanowi formę przemocy w rozumieniu dyrektywy Parlamentu Europejskiego i Rady 2012/29/UE z 25 października 2012 ustanawiającej normy minimalne w zakresie praw, wsparcia i ochrony ofiar przestępstw oraz zastępującej decyzję ramową Rady 2001/220/WSiSW.

### Konwencja Stambulska
Konwencja o zapobieganiu i zwalczaniu przemocy wobec kobiet i przemocy domowej uznaje molestowanie seksualne za formę przemocy i zobowiązuje państwa sygnatariuszy, w tym Polskę, do działań, które zapewnią, że wszelkie formy niepożądanych działań werbalnych, niewerbalnych lub fizycznych o charakterze seksualnym, skutkujące naruszeniem godności danej osoby, w szczególności w atmosferze zastraszania, wrogości, upodlenia, poniżenia lub obrazy, podlegać będą odpowiedzialności karnej lub innej odpowiedzialności prawnej (art. 40). Konwencja zobowiązuje również do podjęcia działań zapobiegających molestowaniu seksualnemu, takich jak: prowadzenie edukacji anty-dyskryminacyjnej czy prowadzenie ogólnokrajowego telefonu zaufania dla ofiar molestowania seksualnego.

## Skala występowania molestowania seksualnego

### Unia Europejska
Według badania FRA 45-55% kobiet w Unii Europejskiej doświadczyło molestowania seksualnego przynajmniej raz w życiu od ukończenia 15 roku życia. Z tego:
- 29% doświadczyło niepożądanego dotykania, przytulania lub całowania[32];
- 24% usłyszało żarty lub uwagi o charakterze seksualnym, które je obraziły[32];
- 11% otrzymało niechciane obraźliwe e-maile lub smsy o jednoznacznie seksualnym charakterze, albo spotkały je obraźliwe seksualne zaczepki na portalach społecznościowych[32].

### Polska
Według badania CBOS z 2018 roku 25% osób uczących się lub zatrudnionych (kobiet i mężczyzn) doświadczyło molestowania seksualnego . Najczęstszą formą molestowania były niestosowne wypowiedzi o charakterze seksualnym (doświadczyło tego 24% osób) . 9% osób doświadczyło napastowania fizycznego ze strony współpracowników, 2% deklarowało, że w ich miejscu ktoś otrzymał korzyści w zamian za utrzymywanie stosunków seksualnych z przełożonym . 
Badanie zawarte w raporcie Fundacji Na Rzecz Równości i Emancypacji Ster stwierdza, że 87% kobiet doświadczyło jakiejś formy molestowania seksualnego, przy czym:
- najczęstszą formą molestowania były nieprzyzwoite dowcipy i podteksty seksualne w rozmowie;
- 60% kobiet zetknęło się z mężczyznami obnażającymi się publicznie;
- 52.5% usłyszało obraźliwe uwagi na temat swojego ciała czy seksualności;
- 49.6% była dotykana wbrew ich woli;
- 7.3% zetknęło się z wymuszaniem kontaktów seksualnych poprzez groźby w miejscu pracy lub nauki[34].

## Molestowanie seksualne z perspektywy psychologicznej

### Sprawca molestowania seksualnego
Wskazuje się na następujące przyczyny molestowania seksualnego: problemy małżeńskie, cechy socjopatyczne i manipulacyjne osobowości, dewiacje seksualne, liberalizm seksualny, zakochanie się, hierarchiczność stosunku typu mężczyzna-kobieta, psychopatologia, kompensacja poczucia nieatrakcyjności, racjonalizacja ukrytych potrzeb, mechanizm przeciwprzeniesienia (u terapeutów), seksizm, cechy dominacji, izolacji i antyspołeczne. Sprawca molestowania seksualnego przeważnie nie molestuje tylko jednej ofiary. W życiu osobistym napastnicy wykazują cechy osobowości narcystycznej. Zachowania polegające na molestowaniu seksualnym to nie przypadek – to cykl dewiacyjny w psychice napastnika, sekwencja zazębiających się myśli, uczuć i zachowań, które znajdują kulminację w akcie nadużycia seksualnego. Molestowanie seksualne jest zachowaniem w bardzo wysokim stopniu powtarzalnym, stanowi niezawodny sposób szybkiej zmiany nastroju. Jest bowiem nastawione na natychmiastową gratyfikację kosztem odroczonych na później długofalowych konsekwencji. Większość zbadanych molestujących wykazywało silne pobudzenie opisami przemocy seksualnej oraz miało skłonności sugerujące sadyzm. Bardzo często napastnicy seksualni działają w sposób wrogi, dominujący i agresywny, mimo że sami czują się słabi, przestraszeni i niepewni. Osoba molestująca nie potrafi zaznaczyć swojej pozycji w społeczeństwie i pragnie zademonstrować swoją władzę.

### Ofiara molestowania seksualnego
Wiele ofiar molestowania seksualnego doświadcza objawów określanych jako uraz gwałtu lub uraz seksualny, przypominających symptomy zespołu stresu pourazowego. Dla ofiary molestowanie oznacza olbrzymie psychiczne obciążenie, wielkie trudności z zaufaniem do innych i bliskością, silne uczucie podejrzliwości i lęku wobec każdego, kto szuka bliższego kontaktu. Towarzyszy temu bardzo silne obniżenie poczucia własnej wartości, odczuwanie winy, wstydu związanego ze społecznym odbiorem wydarzenia. To stereotypowe myślenie stawia ofiarę w sytuacji opresji, skazuje ją na ostracyzm społeczny, wstyd i poczucie winy. Ofiara odczuwa lęk przed pokazywaniem swoich uczuć, może przeżywać trudności w relacjach z bliskimi, w małżeństwie – zamyka się emocjonalnie. Ofiary molestowania doświadczają silnego stresu, który – gdy utrzymuje się dłużej – może prowadzić do obniżenia samopoczucia fizycznego i psychicznego oraz takich objawów, jak m.in.: podwyższony poziom lęku, stany depresyjne, zmniejszona samoocena, obwinianie się, fobie, problemy za snem, problemy żołądkowe czy dolegliwości mięśniowo-szkieletowe. Na natężenie i czas trwania zespołu pourazowego u ofiary wpływ mają różne czynniki zewnętrzne: zdrowie i stabilność emocjonalna przed epizodem molestowania, spożycie alkoholu, depresja, problemy z samooceną, wyniszczające myśli i wewnętrzne rozmowy sprowadzające się do doszukiwania się przyczyn molestowania, wsparcie rodziny i osób bliskich, współpraca z wymiarem sprawiedliwości.